# سباي إكس فاميلي كود: وايت
سباي إكس فاميلي كود: وايت (باليابانية: SPY×FAMILY CODE: White) فيلم أنمي ياباني من إخراج تاكاشي كاتاغيري وسيناريو إيشيرو أوكوتشي وانتاج ويت استديو وكلوفر وركس. وهو مقتبس من مانغا سباي إكس فاميلي للمؤلف تاتسويا إيندو.

## القصة
بعد تلقي أمر الاستبدال في عملية ستركس، لويد يقرر مساعدة آنيا بالفوز بمسابقة طبخ في أكاديمية إيدن عن طريق إعداد الوجبة المفضلة للمدير من أجل منع استبداله. تقرر عائلة فوجر السفر إلى المنطقة الأصلية للوجبة، حيث يبدأون سلسلة من الاحداث التي يمكن أن تعرض السلام العالمي للخطر.

## الانتاج
تم الإعلان عن الفيلم في حدث جمب فيستا 2023 في كانون الأول/ديسمبر 2022 بإشراف تاتسويا إيندو. وفي عرض تقديمي في في حدث أنميجابان 2023 في 25 آذار/مارس 2023، أُعلن أن الفيلم سيكون بعنوان سباي إكس فاميلي كود: وايت، وسيكون من إخراج تاكاشي كاتاغيري، وسيناريو إيشيرو أوكوتشي، وإنتاج ويت استديو وكلوفر وركس. في 12 سبتمبر 2023، أُعلن أن تومويا ناكامورا وكينتو كاكو سينضمان إلى فريق التمثيل لأداء شخصيات الشريرين للفيلم وهما دميتري ولوكا. وفي 22 سبتمبر 2023، أُعلن أن بانجو غينغا وشونسكي تاكيوتشي تم اختيارهم لدور اثنين من الأشرار الآخرين، سنيدر وتايب أف.

## شباك التذاكر
في 22 كانون الأول/ديسمبر 2023 عرض الفيلم في دور السينما في اليابان. في أيامه الثلاثة الأولى (الجمعة والسبت والأحد)، حقق الفيلم أكثر من 1,224 مليار ين ياباني (8,59 مليون دولار أمريكي) من بيع 866,000 تذكرة. وخلال الـ 18 يومًا الأولى منذ انطلاقة عرضه، باع أكثر من 3,29 مليون تذكرة، محقق إيراد بلغ 4,41 مليار ين ياباني (30,73 مليون دولار أمريكي).

## الجوائز والترشيحات
| قائمة الجوائز والترشيحات | قائمة الجوائز والترشيحات | قائمة الجوائز والترشيحات | قائمة الجوائز والترشيحات  | قائمة الجوائز والترشيحات | قائمة الجوائز والترشيحات |
| السنة                    | الجائزة                  | الفئة                    | المستلم                   | النتيجة                  | م.                       |
| ------------------------ | ------------------------ | ------------------------ | ------------------------- | ------------------------ | ------------------------ |
| 2025                     | جوائز كرانشي رول للأنمي  | فيلم العام 2025          | سباي إكس فاميلي كود: وايت | رُشِّح                      | [ 17 ]                   |

## روابط خارجية
- سباي إكس فاميلي كود: وايت على موقع IMDb (الإنجليزية)
- سباي إكس فاميلي كود: وايت على موقع ميتاكريتيك (الإنجليزية)
- سباي إكس فاميلي كود: وايت على موقع روتن توميتوز (الإنجليزية)
- سباي إكس فاميلي كود: وايت على موقع نتفليكس (الإنجليزية)
- سباي إكس فاميلي كود: وايت على موقع ألو سيني (الفرنسية)
- سباي إكس فاميلي كود: وايت على موقع أول موفي (الإنجليزية)
- سباي إكس فاميلي كود: وايت على موقع فيلمافينيتي (الإسبانية)
- سباي إكس فاميلي كود: وايت على موقع قاعدة بيانات الأفلام السويدية (السويدية)
- سباي إكس فاميلي كود: وايت على موقع قاعدة بيانات الفيلم (الإنجليزية)
- سباي إكس فاميلي كود: وايت على موقع ليتربوكسد (الإنجليزية)